# 亞歷山大的區利羅

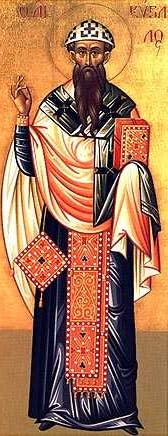
亞歷山大的區利羅

亞歷山大的區利羅（Cyrillus Alexandrinus，376年—444年6月27日），又譯作西里尔、基里尔、聖濟利祿，於412年–444年間於羅馬帝國統治下的埃及亞歷山大城任職亞歷山大宗主教。區利羅著作甚多，積極參於當時關於耶穌基督的神性和人性的爭論。他是第一次以弗所公會議的關鍵人物，會議導致聶斯脫里被革除君士坦丁堡牧首的職務，聶斯脫里派亦被定作異端，大公教會和聶斯脫里派分裂。
區利羅在天主教、東方正統教派和東正教被尊為聖人。在東正教，區利羅的瞻禮定於6月9日，並於1月18日和教父亚他那修一同紀念。天主教會區利羅的瞻禮在1882年定於2月9日，在1969年修改為6月27日，作為逝世紀念日。信義宗亦定於同一日。1883年教宗良十三世宣封區利羅为教會聖師。
區利羅是具爭議的人物，他驅逐了亞歷山大城裡的猶太人和諾窪天派，並可能參與了殺害希臘女哲學家晞帕緹婭。歷史學家對於區利羅要為這些事件應負上多少責任有不同意見。羅馬皇帝狄奧多西二世曾指責他的舉止就像一個驕橫的法王，而聶斯脫里派的主教們認為他是「來破壞教會的魔王」。

## 生平
關於他的早年生活，僅見於索克拉蒂斯等人不多的記載。生於約376年埃及小鎮狄奥多西，位置近於今天的大邁哈萊。他的舅父提阿非羅（又譯西奥菲勒斯）是其前任亞歷山大教宗。區利羅受過良好教育，自小接受文法、修辭、人文學科、神學和聖經學的正規教育。
區利羅在尼帝亚附近的修道院中度過了五年青少年時光。他被他的舅父亞歷山大主教的提阿非羅任命為神職人員。提阿非羅於412年10月15日去世，10月18日區利羅接替提阿非羅成為亞歷山大的主教。

### 亞歷山大城的风波

#### 驅逐猶太人
政府對這一人選感到不安，恐怕新任牧首區利羅會過於專權。當時亞歷山大城是埃及、希臘、中東等地文化的大熔爐，異教（如希臘神話、羅馬神話的多神教信仰）、猶太教和基督教信徒之間時常爆發流血衝突。著名的亞歷山大圖書館更被暴徒焚毀。
而事實上，區利羅成為了亞歷山大各方面的主宰。他查封了諾窪天派的教会，並沒收他們聖禮用的器皿。埃及的總督奥雷斯特斯對區利羅以教會干涉政府日常事務極為抗拒。。有一次奥雷斯特斯在劇場頒布詔令，區利羅派了希拉克斯（Hierax）去刺探詔令的內容。猶太人素來和區利羅不和，發現了希拉克斯之後，認為這是區利羅的挑釁行為，引發暴動。 奥雷斯特斯即場將希拉克斯當眾處以酷刑，以平息民憤，亦想藉此展示自己的權力。
而根據基督徒記載，當地猶太人有計劃地殺害了許多基督徒。一夜，街上有人叫喊“亞歷山大的教堂著火了”，導致大量基督徒湧向教堂。犹太人便按預定計劃屠殺基督徒。黎明，區利羅帶领基督徒關閉犹太教會堂，將所有猶太人（亦有記載指只是殺人犯）驅逐出城，但放逐本來應是總督奥雷斯特斯的權力。奥雷斯特斯無力阻止區利羅，但拒絕了區利羅送贈的聖經，因為送贈聖經除了表示和解，亦代表區利羅暗示自己權力在奧雷斯特斯之上。
五百名来自尼帝亚的修士為了支持教牧来到亞歷山大，引發另一場暴動。據說這群修士15年前就曾由區利羅的舅父、前任教牧提阿非羅訓練，用來對付異己，區利羅亦用了五年讓這群修士接受禁慾苦修的訓練。這群修士指控奥雷斯特斯為異教徒，奥雷斯特斯則抗辯說自己是基督徒，已接受君士坦丁大主教浸禮。在騷亂中，一名修士安摩纽斯以石頭襲擊奥雷斯特斯至頭破流血。奥雷斯特斯的衛士害怕遭到群眾的石刑而逃走，廣場上的其他人將奥雷斯特斯救出，並逮捕了安摩纽斯。奥雷斯特斯傷好後，將安摩纽斯當眾折磨至死。奥雷斯特斯和區利羅事後各自將事件上訴至當時的羅馬皇帝狄奧多西二世。雖然不少基督徒亦知道安摩纽斯是因為行動過份而被處死，但區利羅卻將安摩纽斯尊奉為殉道者。

#### 希帕提婭之死

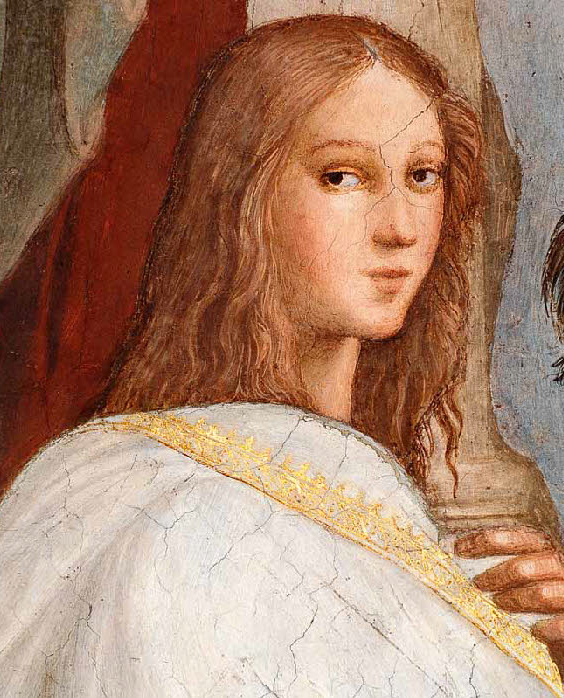
亞歷山大城數學家、哲學家希帕提娅（拉斐尔·圣齐奥畫作雅典學院細部，羅馬，1509-1510）

希帕提婭是亞歷山大城著名女哲學家及科學家，柏拉圖學派的領袖，在當時頗有聲譽及影響力。不少貴族及富家子弟都曾專程來亞歷山大城拜其為師，其中不少後來在政府和教會擔任重要職位。她支持奥雷斯特斯，有基督徒認為她從中作梗，影響了區利羅和奥雷斯特斯的關係。現代歷史學家則認為總督奥雷斯特斯只是為了和希臘信仰的族群打好關係，才和希帕提娅熟悉，正如他也和猶太人關係良好。
據公元五世紀所奎德《教會史》的記載，415年四旬節期間，基督徒將希帕提婭從車子裡拉出来，拖行至教堂，脫光了希帕提婭的衣服，並以磚瓦殺死，肢解後焚屍。近代的考證認為區利羅和奥雷斯特斯代表了當時基督徒的強硬派和溫和派，而希帕提婭的慘死是兩派鬥爭引致。威廉·史密斯認為希帕提娅和奥雷斯特斯關係緊密，引致教士們猜疑她在暗中挑撥離間總督和教牧區利羅。東正教學者約翰·安東尼·麥古勤認為區利羅雖然是這群教士的首領，但這群教士的暴行也未必受到區利羅控制。

#### 和聶斯脫里的爭端
亞歷山大城的教會和安条克教會在教義上有很大分歧。第一次君士坦丁堡公會議時，君士坦丁堡教廷接見亞歷山大城和安条克教會的教士，捲入兩者之間的矛盾。428年，來自安条克的聶斯脫里被任命為君士坦丁牧首，引起區利羅不滿。
一位安条克的神父在君士坦丁堡不願稱瑪利亞為「聖母」及「天主之母」，讓區利羅找到機會攻擊聶斯脫里。由於當時的基督徒已經習慣稱瑪利亞為聖母，事件令君士坦丁堡的修士都很不滿。聶斯脫里為此發言，他認為基督有神性和人性兩種性質，瑪利亞只是耶穌肉身的母親，而不是耶穌神性的母親。這引來基督受難時有沒有感受到痛苦的爭論。區利羅認為神子的肉體是真實感受到痛苦的。而聶斯脫里稱神子是不會感到痛苦的，即使他同時具有人性和神性。主教猶西比（Eusebius of Dorylaeum）指責聶斯脫里歪曲了經文，無異於認同耶穌只是神的養子。
而在亞歷山大城裏也展開了內鬥，區利羅警告埃及的修士們不可投向聶斯脫里派的學說。該信件被聶斯脫里派的人截獲並予以指責，雙方信件上的吵鬧越來越激烈。羅馬皇帝狄奧多西二世在以弗所召集大公會議來解決爭端。區利羅受到當地教士歡迎，在聶斯脫里來臨之前先自開了第一次以弗所公會議，聶斯脫里大為震怒，不願接受傳召出席。結果會議將聶斯脫里定為異端，並將之逐出教。
其它聶斯脫里派教士終於來到以弗所，他們亦自行召集會議，指控區利羅為異端，被稱他為「破壞教會的魔王」。 狄奧多西二世下令拘捕區利羅，但被他逃脫。區利羅買通狄奧多西二世的臣子，並以達爾馬提烏斯為首的暴民，圍困皇宮並以言辭脅逼，羅馬皇帝唯有認輸，將聶斯脫里放逐，導致大公教会和聶斯脫里派的分裂。聶斯脫里派遷移至敘利亞等中東地區，教義被東方亞述教會吸收，其分支景教後來亦傳播到遠方的中國。
區利羅死於約444年，由大辅祭狄奥斯库若继任。与他相關的爭論持續了幾十年，由第二次以弗所公會議（449年）直至第四次以弗所公會議（451年）尚未完全解決。

## 外部連結
- "The Life and Writings of Cyril of Alexandria" as it relates to the Christological Controversy
- Early Church Fathers（页面存档备份，存于） Includes text written by Cyril of Alexandria
- Multilanguage Opera Omnia (Greek Edition by Migne Patrologia Graeca) （页面存档备份，存于）
- St Cyril the Archbishop of Alexandria （页面存档备份，存于） Eastern Orthodox icon and synaxarion
- Early Church Fathers: Cyril of Alexandria